# Festuca longifolia
Festuca longifolia är en gräsart som beskrevs av Jean-Louis Thuillier. Festuca longifolia ingår i släktet svinglar, och familjen gräs. Utöver nominatformen finns också underarten F. l. pseudocostei.

## Bildgalleri

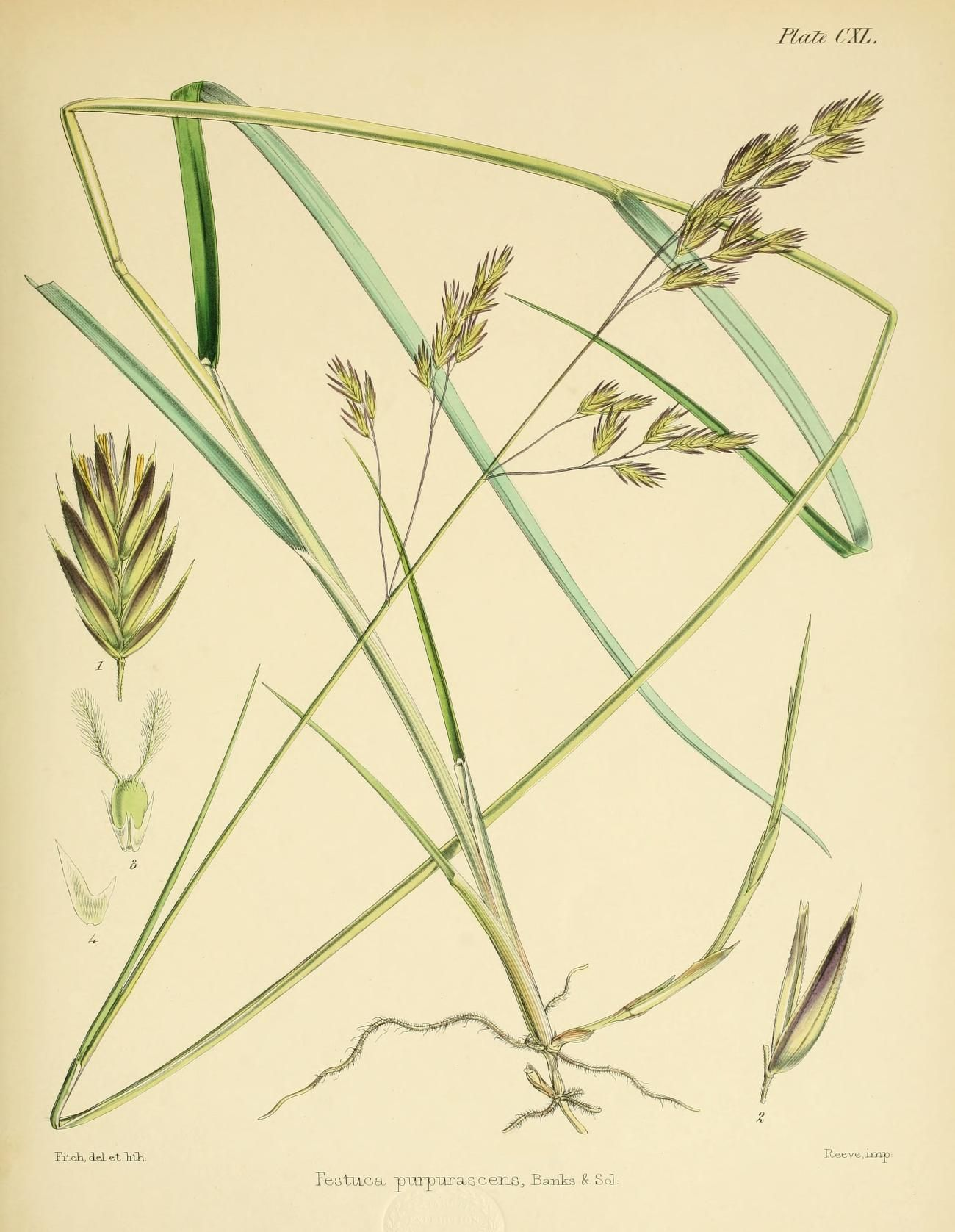
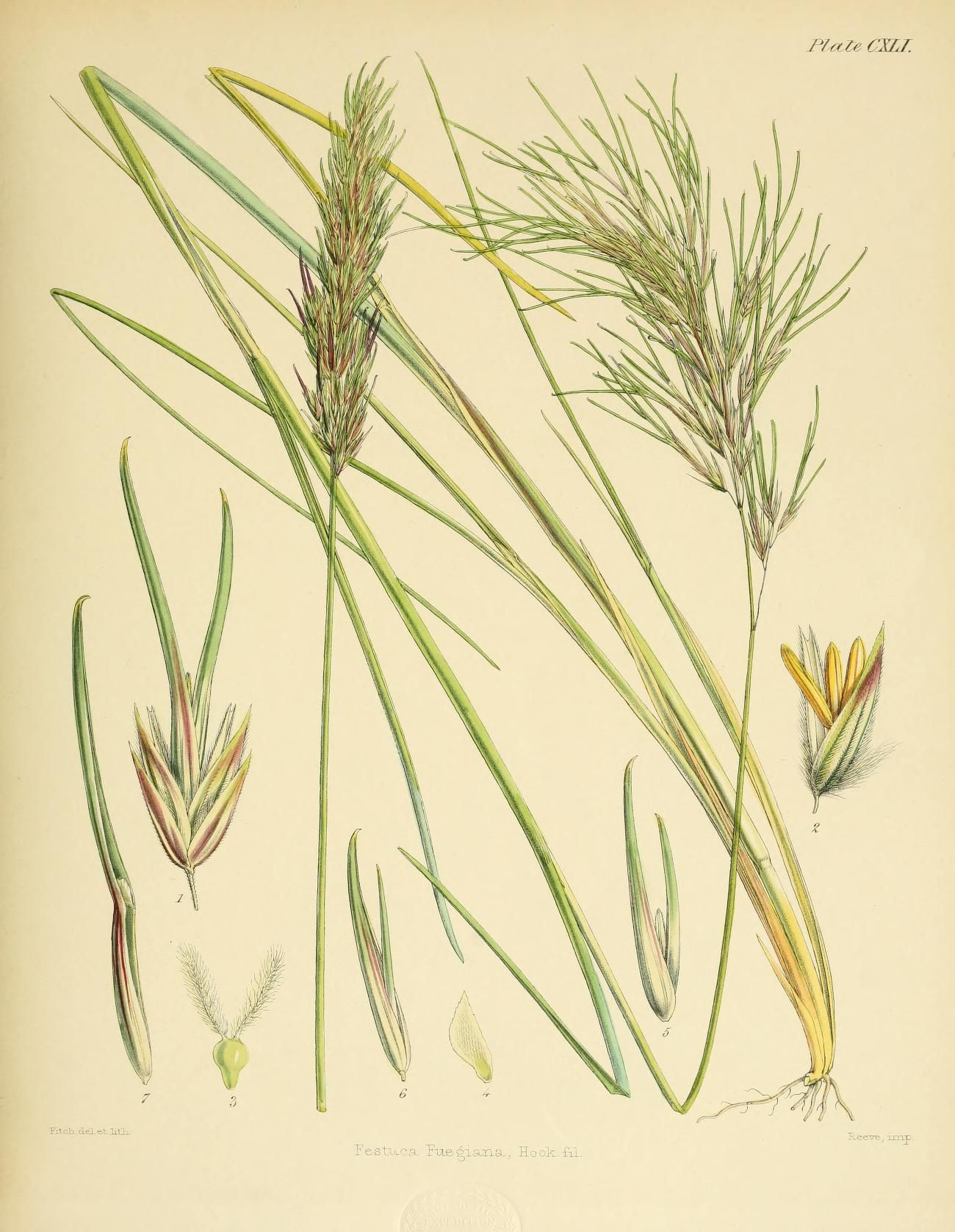
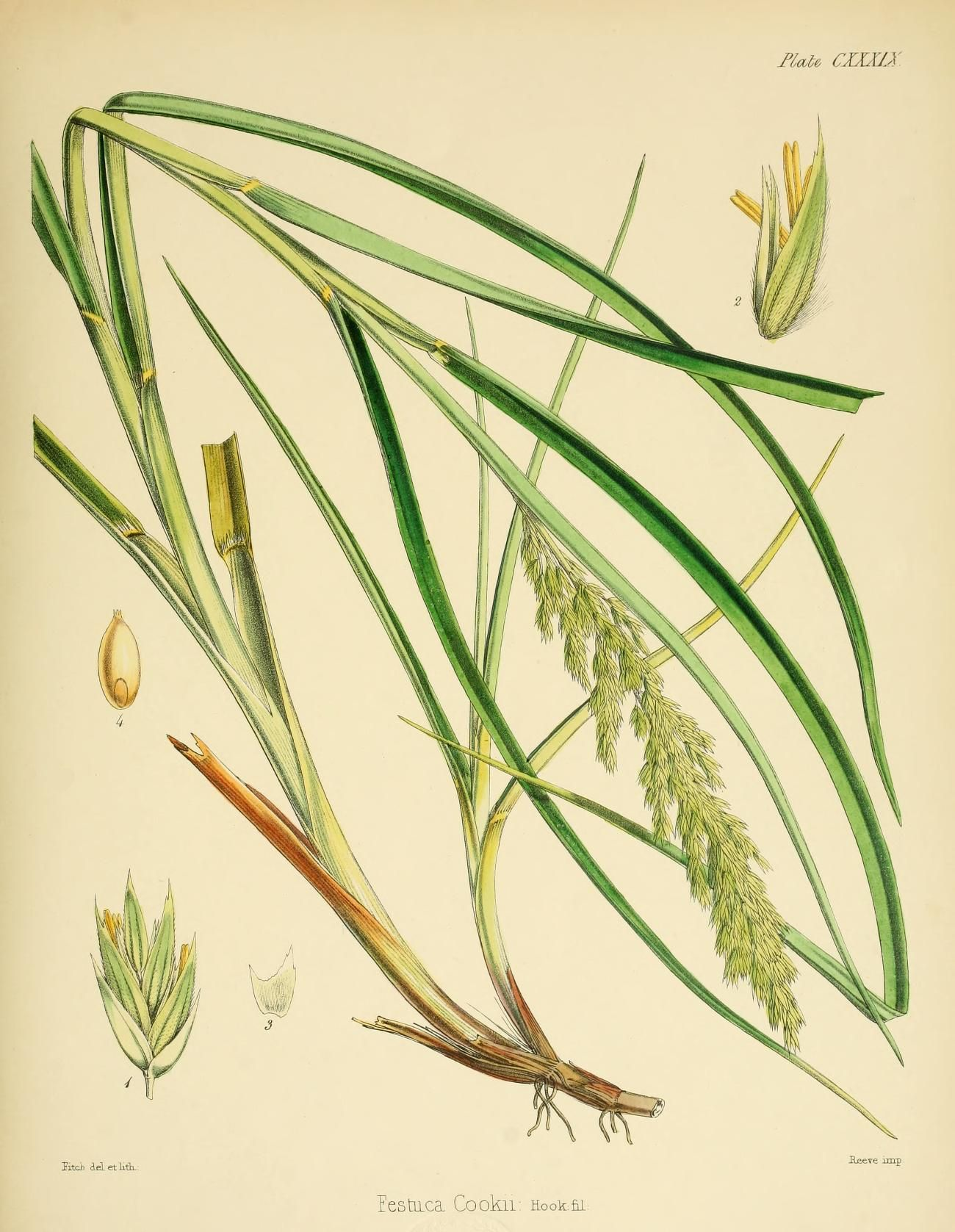